# Zhenwudadi
Cette page contient des caractères spéciaux ou non latins. S’ils s’affichent mal (▯, ?, etc.), consultez la page d’aide Unicode.

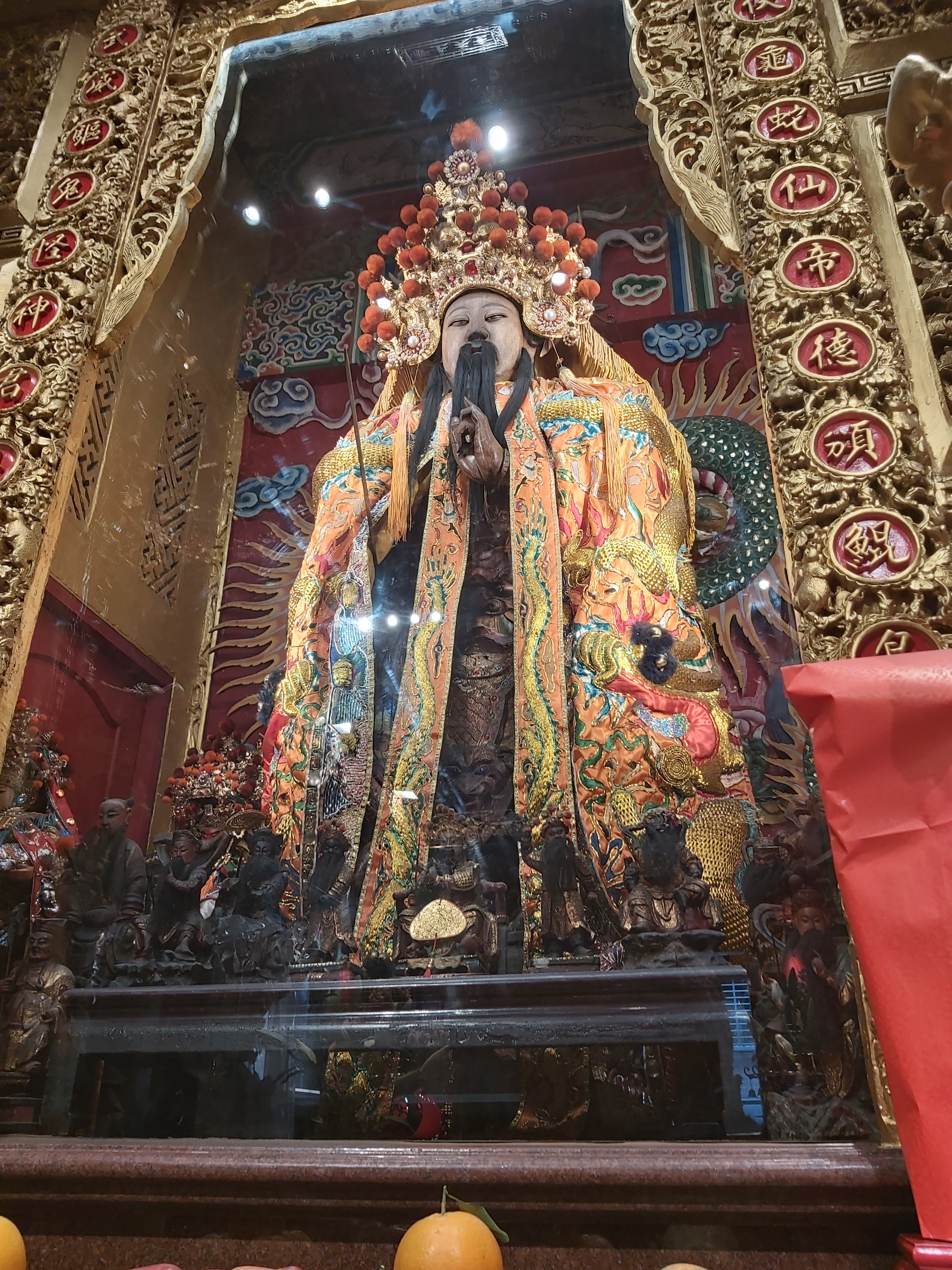
Zhenwudadi

Zhenwudadi (真武大帝, « Empereur Zhenwu »)  ou Xuanwushangdi (玄武上帝, « Empereur Xuanwu ») est un dieu taoïste stellaire qui gouverne le ciel septentrional. Il a également une fonction militaire et est assimilé à l'Empereur du Nord Bei Di. 
Son nom d'origine, Xuanwu, est celui de l'ensemble des sept maisons astrales du nord dans le zodiaque chinois. C’est une combinaison de deux caractères : xuan (sombre) évoque le ciel ; wu, « militaire », vient du fait qu'on distingue dans les astérismes xuanwu la forme d’une tortue fantastique dont la carapace évoque une armure. Cette connotation n’est pas étrangère à la faveur que lui a accordée l’empereur Yongle des Ming qui l'appréciait comme dieu guerrier. Le caractère xuan fut par la suite changé pour ne pas enfreindre le tabou portant sur le nom de l’alchimiste divinisé Zhao Xuanlang (趙玄郎). On choisit pour le remplacer le caractère zhen, « véritable ». 
La coutume voulait que les empereurs donnent un titre à leurs divinités de prédilection. Zhenwu reçut son titre d'empereur (dadi, « grand empereur ») en 1303 sous la dynastie Yuan.

## Faveur impériale

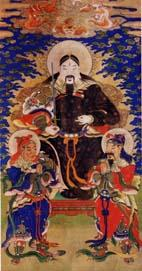
L’Empereur Zhenwu avec deux acolytes

L'empereur Yongle des Ming accorda sa faveur à Zhenwudadi. La divinité stellaire Wenchangdijun, dont le premier caractère peut se lire « littérature », avait été promu patron des lettrés et des examens impériaux par les empereurs Tang et Song. L'administration impériale étant composée de deux catégories de fonctionnaires, civils et militaires, il était naturel qu'une autre divinité taoïste dont le nom comportait le caractère wu, « militaire », soit introduite au palais. Yongle ordonna que des oratoires consacrés à Zhenwudadi soient installés dans les administrations. En 1412, il décida la construction de temples sur le mont Wudang, siège de l'école taoïste Quanzhen du Sud depuis la dynastie Yuan. Plus de 200 000 soldats furent affectés à ce chantier sous la direction de Zhang Xin (張信), marquis de Longping (隆平).

## Légende
Comme beaucoup de divinités, sa naissance fut miraculeuse. Présenté comme le 82e avatar de Laozi, il serait né dans la famille royale du pays Sans désir ; sa mère le conçut dans un rêve où elle avalait le soleil, et le mit au monde à l'issue d'une grossesse exceptionnellement longue. Il abandonna son droit au trône pour se consacrer à l'ascèse sur le mont Wudang et devint immortel. L'Empereur de jade lui donna sa charge divine de gouverneur du ciel septentrional.

## Culte
Les sept maisons astrales de Xuanwu comprennent le chariot de la Grande Ourse, appelé beidou (北斗) et l'astérisme nandou. Les astérismes dou ont une place particulière dans l'astrologie chinoise ancienne. On en distingue quatre, correspondant aux quatre orients, mais les deux réellement importants sont celui du sud, nandou (南斗) , situé dans le sagittaire, qui gouverne les naissances, et celui du nord, beidou, qui gouverne les décès. On prie Zhenwudadi, gouverneur du ciel septentrional et du chariot de la Grande Ourse, pour demander la longévité. 
Le Nord est associé à l’eau ; le dieu est donc sollicité en cas d’inondation, mais aussi d’incendie. Sous les Ming, un temple de Zhenwudadi existait dans le palais impérial afin d’y solliciter la protection contre ces calamités. 
Son anniversaire est le 3 du 3e mois lunaire.